# Асоціація товариств української мови
Асоціація товариств української мови — утворена у 1999 р. Увібрала в себе Товариства української мови, які не увійшли до «Просвіти». Зокрема, до Асоціації входять Донецьке обласне Товариство української мови ім. Т.Шевченка, Товариство української мови Київського національного університету ім. Т.Г.Шевченка та інш.
Веде постійну наукову і конференційну роботу, організує і бере участь у конкурсах з питань української мови, культури, видавничій роботі. Зокрема, станом на 2012 р. Асоціація товариств української мови організувала і провела 17 Конкурсів студентських наукових робіт.